# Šentvid pri Stični
Šentvid pri Stični (nemško Sankt Veit) je naselje s skoraj 1.100 prebivalci, ki leži v severovzhodnem delu Občine Ivančna Gorica, je sedež krajevne skupnosti in župnije Šentvid pri Stični. V kraju je tudi Zavod za revmatične in srčne rekonvalescente za mladino “Dr. Marko Gerbec” in Osnovna šola Ferda Vesela. 
Šentvid je znan po vsakoletnem Taboru slovenskih pevskih zborov. 
Je tudi rojstni kraj slovenskega zdravnika in akademika Marka Gerbca in muzikologa Stanka Vurnika.
Ob delavnikih in sobotah je naselje z Ljubljano povezano z rednima medkrajevnima avtobusnima linijama št. 68 in 69.

## Seznam naselj v krajevni skupnosti
Artiža vas, Glogovica, Griže, Grm, Male Češnjice, Mali Kal, Petrušnja vas, Pristavlja vas, Radohova vas, Selo pri Radohovi vasi, Šentpavel na Dolenjskem, Šentvid pri Stični, Velike Češnjice, Velike Pece, Veliki Kal in Zaboršt pri Šentvidu. 

## Galerija
- Rojstna hiša Janka Gerbca
- Župnijska cerkev sv. Vida